# 분리주의
분리주의(分離主義)는 중앙정부로부터 어느 지역을 분리, 독립시키려는 의도나 태도를 일컫는 용어이다. 좁은 범위에서, 분리주의는 파벌의 사회적 고립이나 분쟁을 의미하기도 한다. "분리주의 운동"은 특정 사회가 자신들을 억압하는 정치적 기관이나 제도로부터 자치권을 얻고자 하는 운동을 말한다. 그렇지만 분리주의는 남아프리카공화국의 인종 차별 정책처럼 국가 권력에 의해 강제 집행될 수도 있다. 분리주의는 지역 갈등이나 인종 갈등, 언어 충돌, 문화 충돌, 성차별 또는 이러한 요인들의 결합으로 일어날 수 있다.

## 정치적 분리주의
정치적 분리주의는 한 사회, 국가가 다른 사회, 국가로부터 (대개 뚜렷한 국가관을 가진 사람들에 의해) 독립하고 주권을 얻기 위한 시도를 의미한다. 한 예로 식민지의 독립운동을 들 수 있다. 분리주의 단체는 종종 분리주의라는 용어를 경멸적으로 받아들여 이 용어의 사용을 거부하고, 민족자결과 같은 중립적 용어를 선호한다.
분리주의 운동은 때때로 합법적이고 평화적인 방법을 취한다. 캐나다 퀘벡주는, 1970년의 시월위기를 제외하면, 대략 1960년대부터 평화적 분리주의 운동을 추진했다. 대체로 평화적 운동은 체코슬로바키아의 분리와 소련의 해체로 끝났다고 여겨진다. 싱가포르도 말레이시아 연방에서 평화적으로 탈퇴하였다. 미국 남북전쟁 때 남부동맹의 형성으로 인한 무력 충돌 전에는, 논란의 여지가 있지만, 남부 11개 주는 합법적으로 미국 연방에서 탈퇴했었다.
분리주의는 과거의 군사적 점령에 대한 저항으로서 폭력의 형태를 띨 수 있다. 세계의 많은 단체들은 자국을 해방시키기 위한 유일한 수단으로 분리주의를 받아들인다. 여기에는 프랑스와 스페인의 바스크 독립 운동 단체(ETA), 1980년대의 인도의 시크교 분리주의자들, 1910년대부터 아일랜드공화군부터 IRA에 이르는 일련의 흐름, 1970년 시월위기를 일으켰던 1960년대의 퀘벡해방전선(Front de Libération du Québec)이 포함된다. 이러한 게릴라 운동은 체첸에서처럼 본격적인 시민전쟁으로 이어질 수 있다.
기존 법질서 안에서 자치권을 좀 더 얻을 수 있는 정치적 수단이 잠재적 분리주의자에게 주어질 때 폭력은 줄어들기 마련이다. 자유 선거와 국민투표가 긴장 완화에 때때로 도움이 된다. 그러나 거의 모든 국가는 그들의 분할 가능성을 인정하지 않는다. 예를 들어, 국민투표를 통해 국민의 동의가 확인되면 국가의 분리를 허락한다는 당시 헌법 조항에도 불구하고, 유고슬라비아의 분리와 함께 전쟁이 일어났다.

### 분리주의의 발생 동기
분리주의 운동은 흔히 표면상의 이유로 애국심이나 신앙심을 내세운다. 그러나 대부분의 분리주의 운동에서 정치적, 경제적 손익 계산이 중요한 역할을 한다. 체코슬로바키아의 분리 원인을 경제적인 부분에서 찾을 수 있다. 슬로바키아는 국가 경제의 핵심인 기간산업을 마지못해 포기했다. 나중에 체코의 영토가 된 보헤미아와 모라비아는 자유시장경제 실험에 대해 강한 의지를 갖고 있었다. 그리고 결국 두 나라는 분리하였다.
퀘벡주는 정치적 소외가 어떻게 분리주의로 이어지는지 설명해준다. 1867년부터 캐나다 연방의 처음 백년 동안 소수의 몬트리올 영어 사용자가 그 지방의 정치적, 경제적 우위를 점했다. 이런 현상은 1960년대와 1970년대에 퀘벡 분리주의 단체의 성장으로 이어졌다.
스페인으로부터 수백년간 독립한 적이 없었던 바스크 지방은 프란시스코 프랑코(Francisco Franco)군사독재정부의 폭압에 대한 반발로 분리주의 단체(ETA)를 발전시켰다. 이와 비슷한 예로는 에티오피아 정부의 부패와 독재에 분노한 에리트레아의 독립 운동이 있다.
북부 이탈리아반도의 나라들은 수백년간 정치적, 문화적 독립을 유지했었다. 예를 들어, 베네토는 10세기에서 19세기까지 베니스 공화국이었고, 제노바 공화국은 7세기의 전성기에 독립국이었다. 북부 이탈리아의 분리주의는 경제적 이유뿐만 아니라 문화적, 언어적 이유(북부 이탈리아반도의 언어는 갈로로망스어와 관계 있음)도 갖고 있다.

### 분리주의의 다양한 강도
역사에서 다양한 강도의 분리주의를 찾을 수 있다:
- 몇몇 분리주의자는 재래식 군대를 이용한 투쟁을 벌인다. 1780년대에서 1830년대 사이에 아메리카 대륙의 많은 국가들이 이 방식으로 독립을 유지했다.
- 많은 분리주의자는 일시적인 자원 부족으로 전면전을 하지 않고, 게릴라 전술을 사용한다. 하지만 테러리스트로 규정되어 추방될 위험이 있다. 바스크 분리주의가 이 경우에 해당한다. 알제리는 이 방법으로 독립을 이루었다. 체첸 분리주의는 캅카스산맥에서 교전이 축소되어 이 방향으로 옮겨 왔다.
- 압도적인 군사력과 강력한 통치력을 가진 국가에 점령된 경우에, 분리주의 운동은 지하조직화하는 길 외에 다른 선택을 거의 할 수 없다. 예를 들어, 19세기 폴란드를 점령했던 제정 러시아는 폴란드 영토 회복 주의자들에게 무기를 지닐 수 없도록 하였고, 공공장소에서 폴란드어 사용을 금지하고 폴란드 문화와 연관된 행사를 열 수 없도록 하였다. 그러나 제정 러시아에 대한 폴란드 분리주의의 토양은 죽지 않았다.
- 분리주의를 허용할 때, 분리주의자는 법적 수단, 특히 의회에 대표를 보냄으로써 그들의 목표를 추진할 수 있다. 아일랜드 분리주의는 19세기에 주로 이 방법을 취했다.
- 인도 분리주의는 정치적 독립을 위한 비폭력 저항 방법의 고전적인 사례이다. 간디의 방법론과 철학은 비폭력의 중요성을 밝혔다.
- 문화적 차이를 통한 분리주의는 제국주의적 패권주의를 끊임없이 약화시킨다. 콘월에서의 분리주의가 이 방식으로 이루어졌다. 이 방법은 제1차 세계 대전 발발 전에 발트해 연안 지방에서 효과를 입증했다.
- 지능적 분리주의는 캐스케이디아(Cascadia)에서 나타난다. 캐스케이디아(Cascadia)의 분리주의는 다른 형태의 분리주의 운동을 일으킬 수도 있다.
- 국가나 지역 상황에 대한 일시적인 불만이 서서히 꺼지는 분리주의의 불을 다시 지핀다. 뉴사우스웨일스주의 뉴잉글랜드 지방의 경우는 여기에 해당한다.
- 마이크로네이션의 분리주의는 온건한 방향으로 바뀔 수 있다.

### 변덕스러운 분리주의
분리주의는 시간이 지남에 따라 형태, 강도, 방향이 바뀔 수 있다. 벨기에는 1830년에 독립국의 지위를 얻기 위해 피비린내 나는 전쟁을 치렀다. 그러나 20세기 후반 벨기에는 유럽 연합 결성을 주도한 국가들 중 하나이다. 벨기에의 수도 브뤼셀은 유럽 연합의 수도이기도 하다. 하지만 동시에 벨기에는 스스로 연방 국가로 나뉘었다. 북부의 플랑드르(네덜란드어 사용)와 남부의 왈롱(프랑스어 사용)으로 나뉜 것이다. 텍사스 분리주의는 1836년에 나타났고 1845년에 미국으로 합병되면서 사라졌지만 텍사스 공화국 단체는 오늘날까지도 텍사스 독립의 전통을 유지해 오고 있다. 하지만 2010년대에 부활했다. 인도는 1947년 파키스탄의 독립으로 인한 이슬람 분리주의로 고생했고, 파키스탄에서는 이어서 방글라데시 분리주의가 일어났고 방글라데시는 파키스탄으로부터 독립했다.

### 분리주의 운동에 의해 분리된 국가
- 네덜란드 - 벨기에의 독립
- 체코슬로바키아 - 체코, 슬로바키아로 나뉨
- 에티오피아 - 에리트레아의 독립
- 인도네시아 - 동티모르의 독립
- 소련 - 러시아, 우크라이나, 벨라루스, 우즈베키스탄, 투르크메니스탄, 타지키스탄, 아르메니아, 아제르바이잔, 카자흐스탄, 키르기스스탄, 조지아, 에스토니아, 라트비아, 리투아니아, 몰도바로 나뉨
- 유고슬라비아 사회주의 연방공화국 - 세르비아 몬테네그로, 보스니아 헤르체고비나, 크로아티아, 마케도니아 공화국, 슬로베니아로 나뉨
  - 세르비아 몬테네그로 - 세르비아(이후 코소보 추가 독립)와 몬테네그로로 나뉨
- 수단 - 수단과 남수단으로 나뉨

## 역사적 분리주의 운동
- 마케도니아 공화국과 마케도니아 NLA(National Liberation Army)
- 말레이시아와 싱가포르
- 파키스탄과 방글라데시
- 러시아와 폴란드인, 핀란드인, 체첸인
- 일본과 한국

### 아직 국제적 승인을 널리 받지는 못한 독립국
- 압하스
- 아르차흐 공화국
- 팔레스타인
- 소말릴란드
- 남오세티야
- 트란스니스트리아
- 북키프로스

### 분리주의 운동이 진행 중인 국가
- 분리 독립 운동 목록
- 보기: 활동 중인 자치론자와 분리론자 운동 목록(en:List of active autonomist and secessionist movements)

## 인종적 분리주의
- 백인 분리주의: 백인 분리주의는 백인은 유색인과는 분리된 사회, 정부, 영토를 가져야 하고, 유색인과는 결혼을 하여서는 안된다는 믿음이다. 이들은 종종 자신들을 인종본질주의자로 규정한다.

- 라틴 분리주의: 미국에서 1960년대의 치카노 운동의 흐름 중 한가지는 정치적 분리주의 운동이다. 이것의 지지자는 남서부 미국을 포함하는 치카노 국가로서 Aztlán(아스테카인의 신화상 고향)을 부활시켜야 한다고 주장한다. 이 목적을 위해 그들은 갈색 인종(bronze race)과 the Cosmic race와 같은 인종적 정체성을 끌어들였다.

- 흑인 분리주의: 흑인 분리주의는 흑인은 타인종과 분리되어 살아야 한다는 믿음이다.

## 같이 보기
- 독립운동
- 한국의 독립운동
- 일제강점기
- 하나의 중국
- 중화민국의 대외 관계